# Frans Huygelen

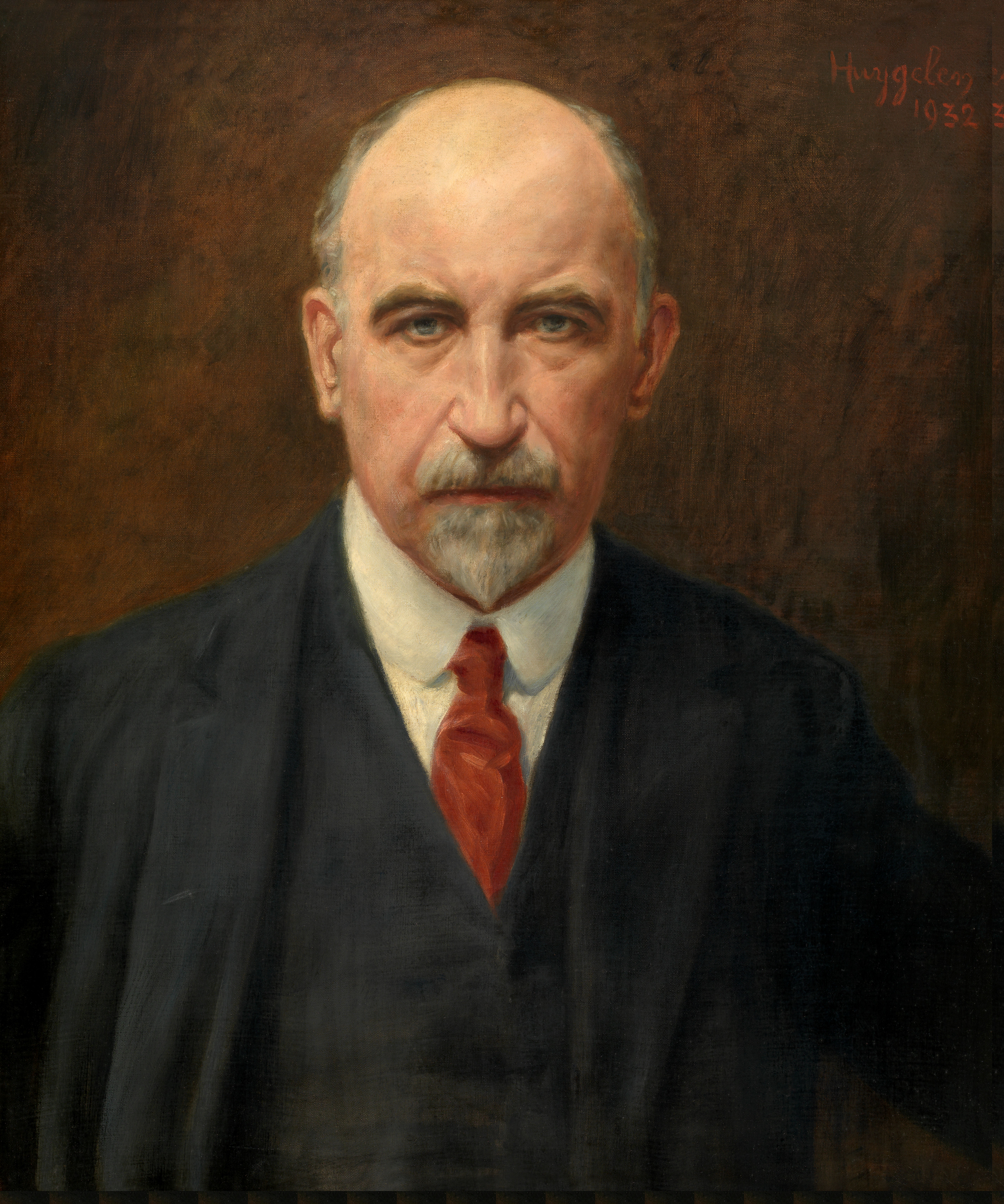
Zelfportret (1932)

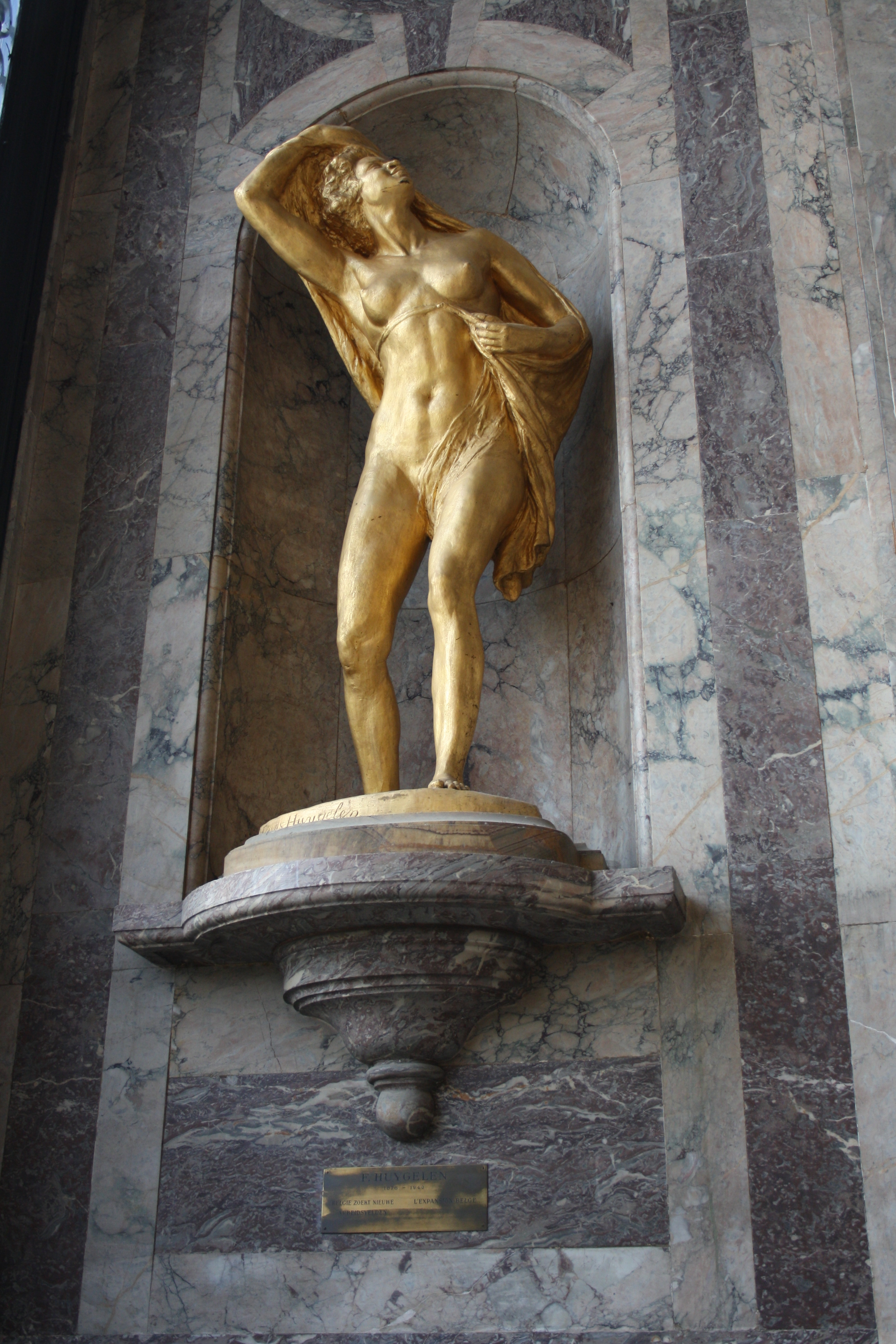
L'Expansion Belge

Frans Huygelen (Antwerpen, 19 augustus 1878 – Ukkel, 5 november 1940) was een Belgisch beeldhouwer.
Huygelen werd te Antwerpen geboren als zoon van Carolus Huygelen en Catharina 's Heeren. Hij kreeg een opleiding aan de Koninklijke Academie voor Schone Kunsten in Antwerpen en volgde aldaar vanaf 1897 lessen in het Hoger Instituut voor Schone Kunsten in de werkplaats voor beeldhouwkunst van Thomas Vinçotte.
In 1897 nam hij voor het eerst deel aan het concours voor de Prijs van Rome voor beeldhouwkunst, maar raakte niet voorbij de voorbereidende proeven. In 1900 nam hij opnieuw deel en werd laureaat met een bas-reliëf rond het thema "Adam en Eva het lijk van Abel vindende".
Van 1903 tot 1905 verbleef hij, met tussenpozen, in Italië.
Op 30 januari 1904 huwde hij te Mechelen met Jenny Spaapen (1878-1962). Nadien vestigde hij zich te Schaarbeek en vanaf 1908 in Ukkel. In 1920 werd hij leraar aan de Koninklijke Academie voor Schone Kunsten in Antwerpen.
Hij werkte veelal in opdracht. Na de Eerste Wereldoorlog kreeg hij opdrachten voor diverse oorlogsmonumenten. Hij maakte ook monumenten voor generaal Thys, generaal Brialmont en Charles Woeste. Voorts portretteerde hij koning Albert, koningin Elizabeth, prins Karel en verschillende politici, industriëlen en kolonialen. Hij maakte ook medaillons en naar het einde van zijn leven richtte hij zich meer op de schilderkunst.
Hij overleed te Ukkel in 1940. In 1953 werd in het Wolvendaelpark te Ukkel een herdenkingsmonument te zijner nagedachtenis ingehuldigd, bestaande uit een door hem vervaardigde marmeren fries Allegorie van de Lente, ingemetseld in een rechthoekige constructie naar een ontwerp van architect Jos Evrard.

## Werken (selectie)

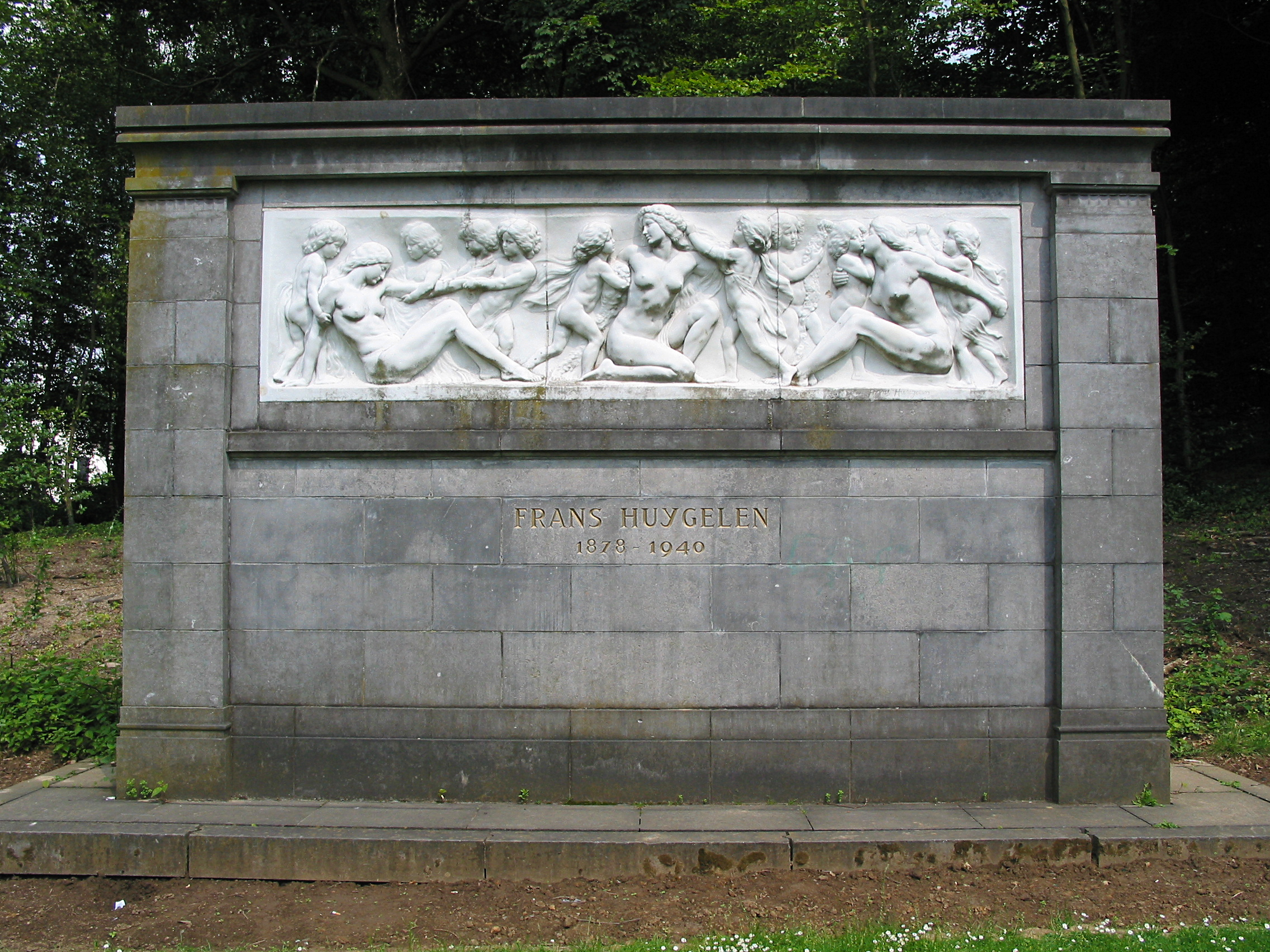
Herdenkingsmonument Frans Huygelen

- Prometheus, 1905, Bayreuth, Duitsland
- Bas-reliëf mevrouw Cox en zonen, 1911, KMSK Brussel
- Buste Emile de Laveleye, 1913, Paleis der Academiën
- Buste Filips, Graaf van Vlaanderen, 1914, KMSK Brussel
- Wijnranken, 1915, KMSK Brussel
- Esperanza, 1915, marmer, KMSK Antwerpen
- Buste mevrouw Huygelen, marmer, KMSK Antwerpen
- L'Expansion belge, 1922, Koninklijk Museum voor Midden-Afrika, Tervuren
- Herdenkingsmonumenten Wereldoorlog I in Rekem (Lanaken) (1922), Péruwelz (1924), Rossignol (1925), Dinant (1927) en voor de gesneuvelde oud-leerlingen van het Institut Saint-Louis in Brussel (1928)
- Borstbeeld Nestor de Tière, 1925, Josaphatpark Schaarbeek
- Buste van Charles Woeste, 1926, Elsene
- Monument voor generaal Albert Thys, 1927, Jubelpark Brussel
- Standbeeld van Henri Alexis Brialmont, 1928, Brussel
- Heilig Hartbeeld, 1929, Dilbeek
- Bas-reliëf fronton gerechtsgebouw Leuven, 1930
- Monument voor baron Maurice Lemonnier, 1932, Brussel
- Borstbeeld Prosper Poullet, 1932, Kamer van volksvertegenwoordigers, Brussel

## Galerij

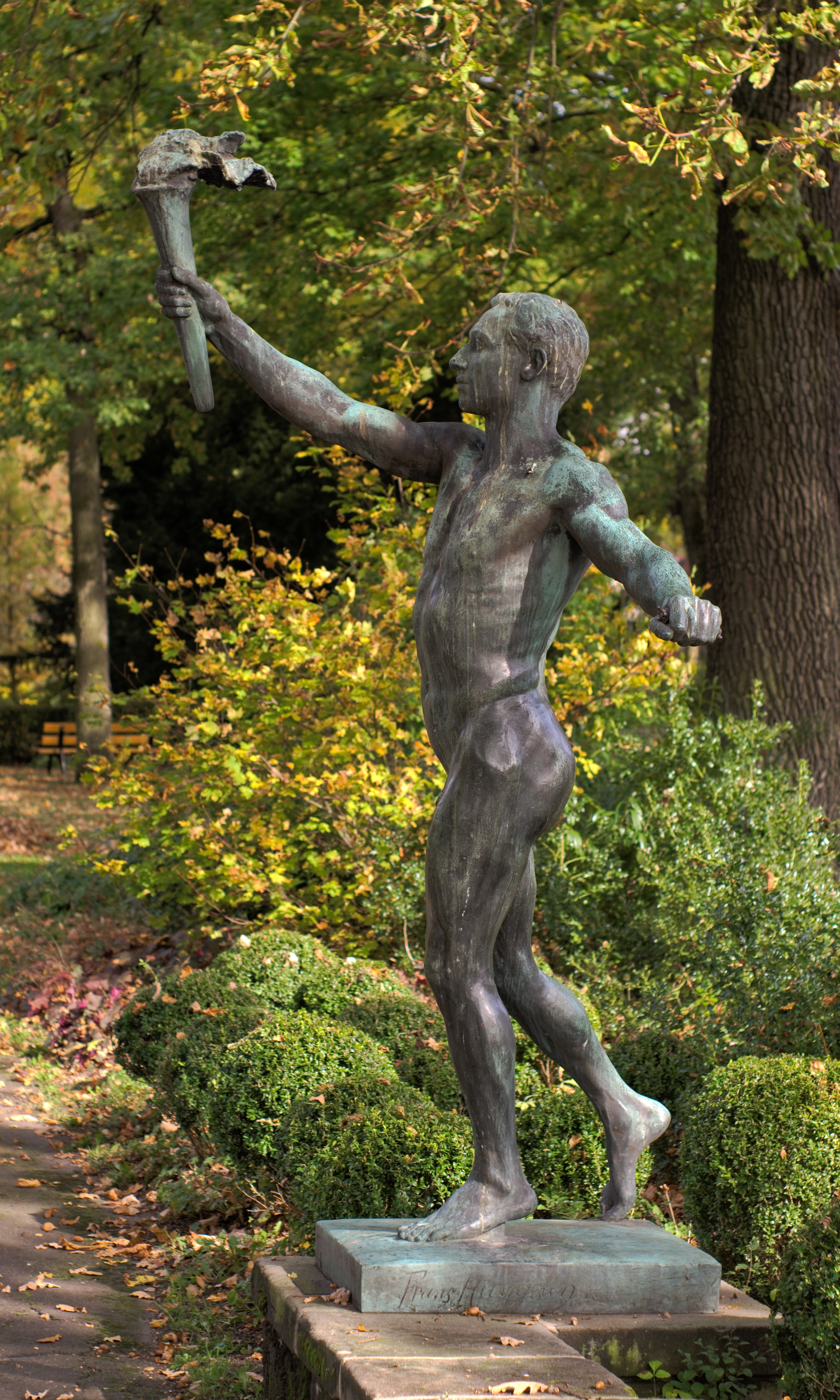
Prometheus (1905)
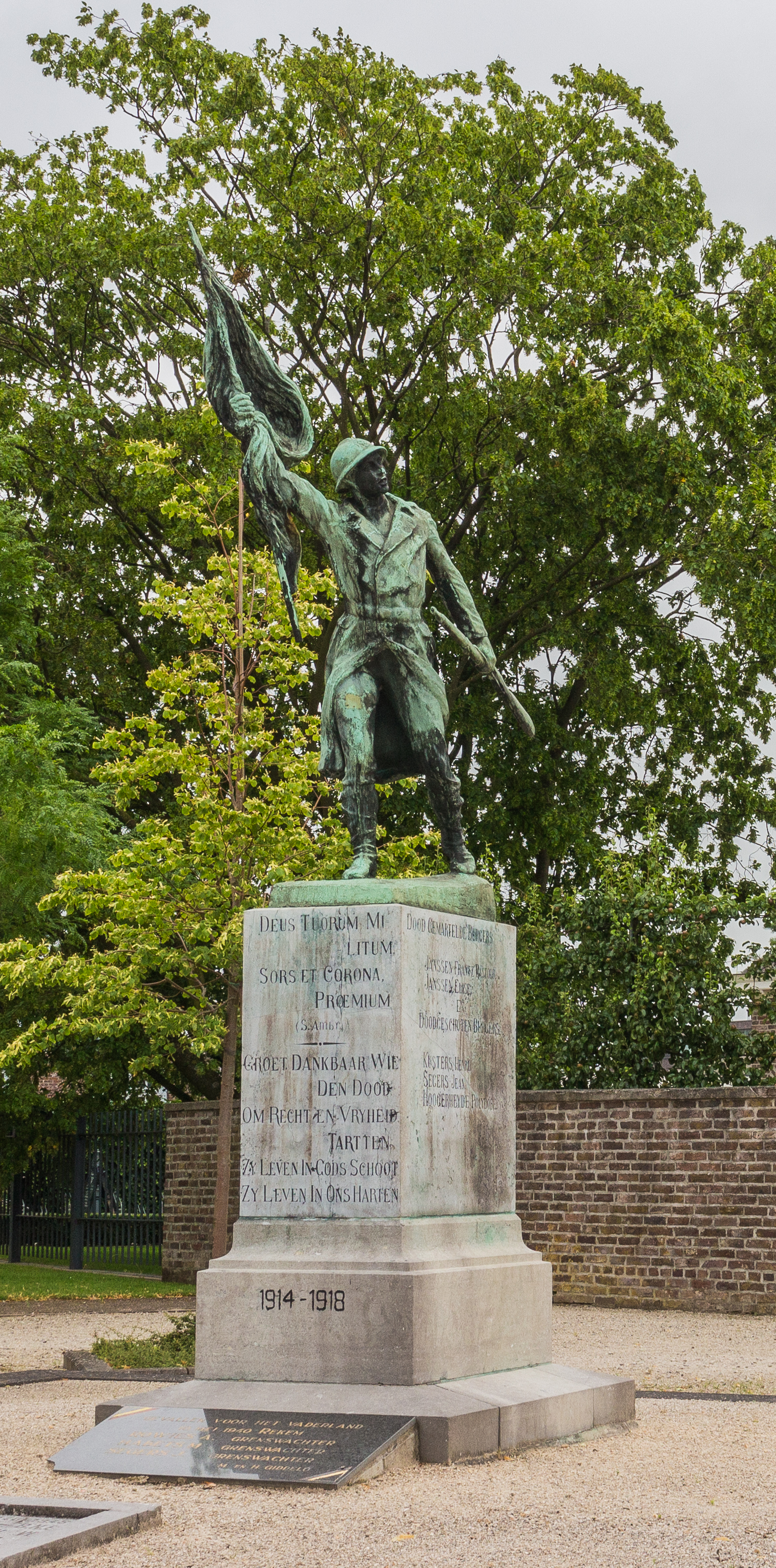
Herdenkingsmonument WO I Rekem (1922)
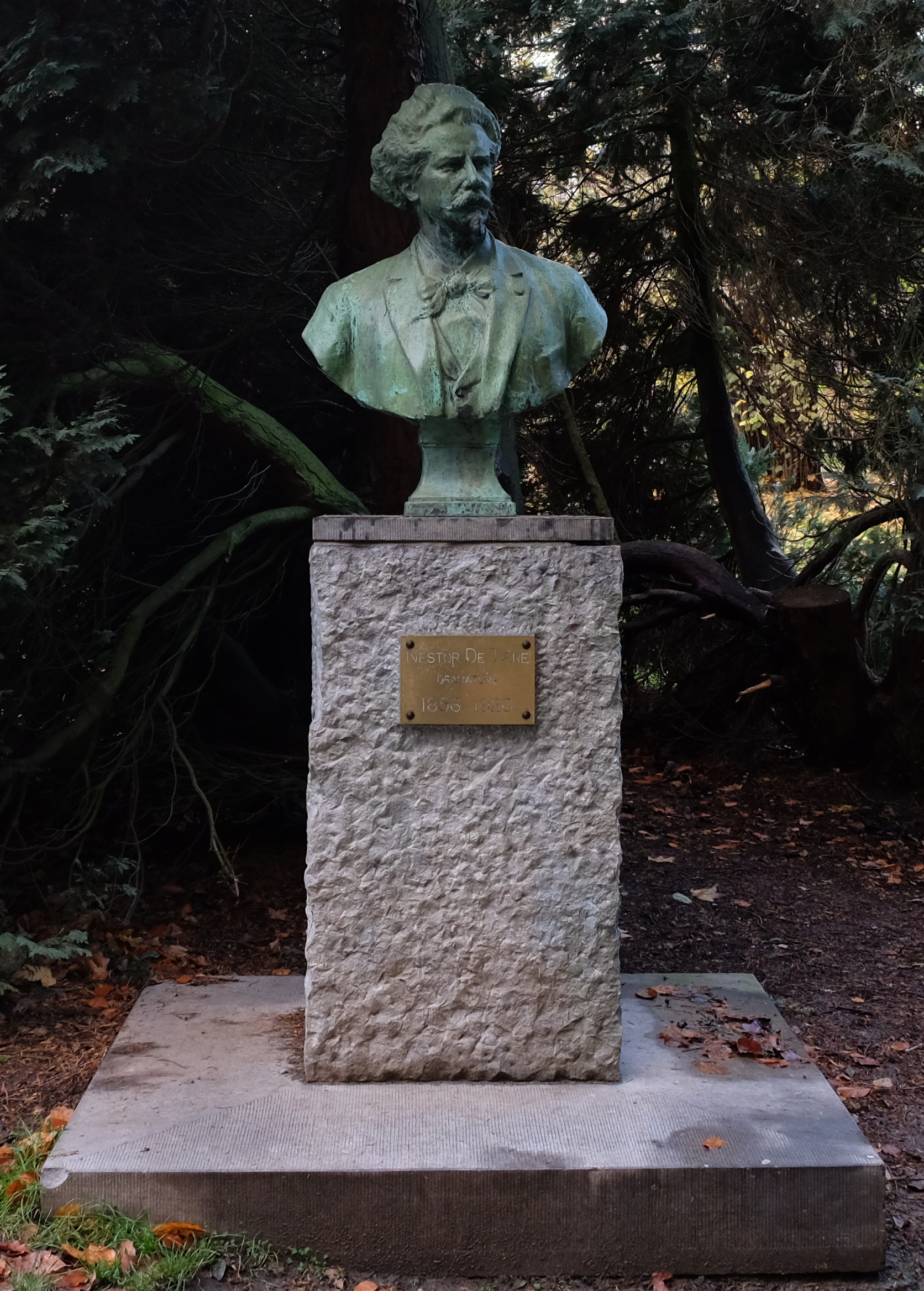
Monument Nestor de Tière (1925)
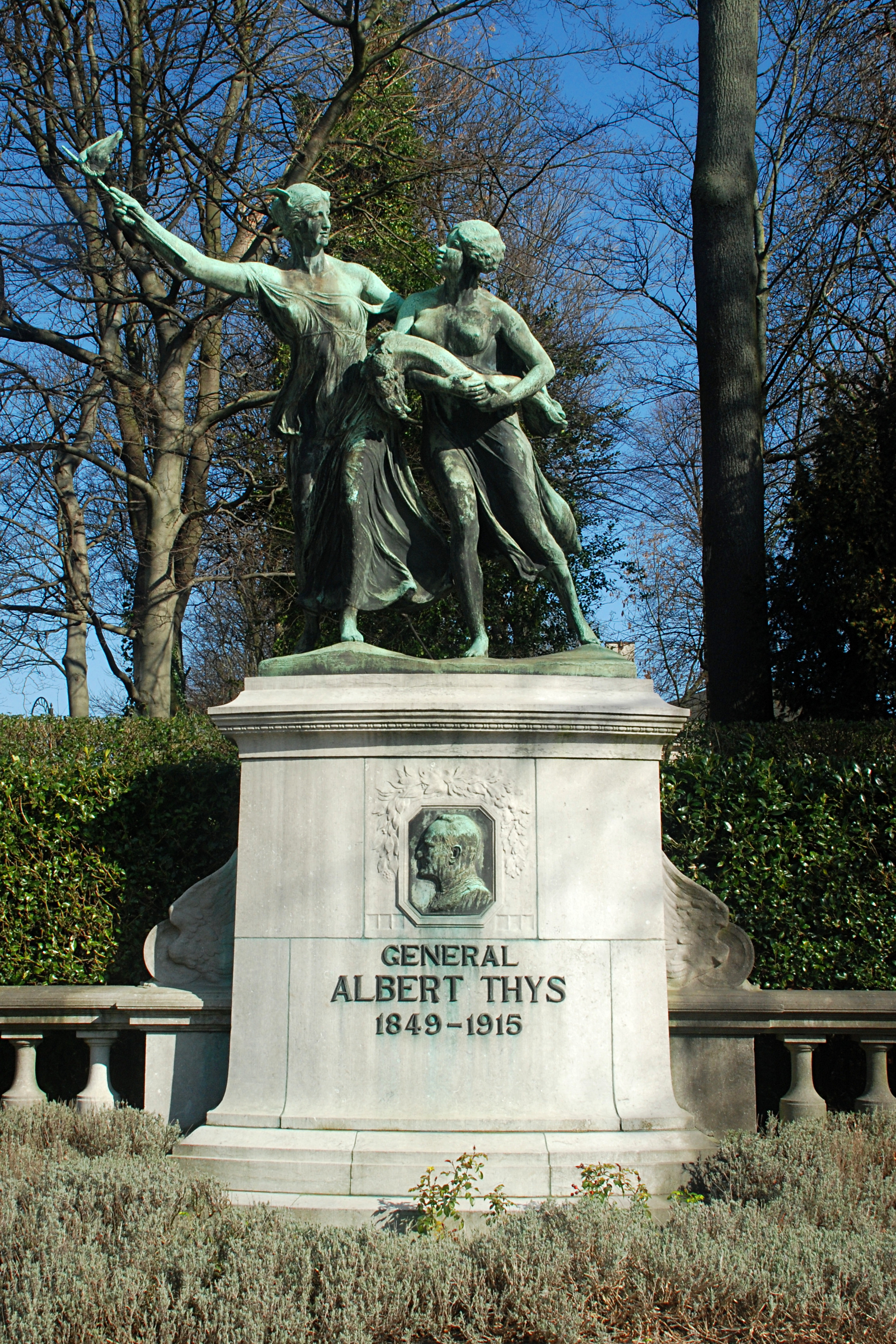
Monument voor generaal Thys (1927)
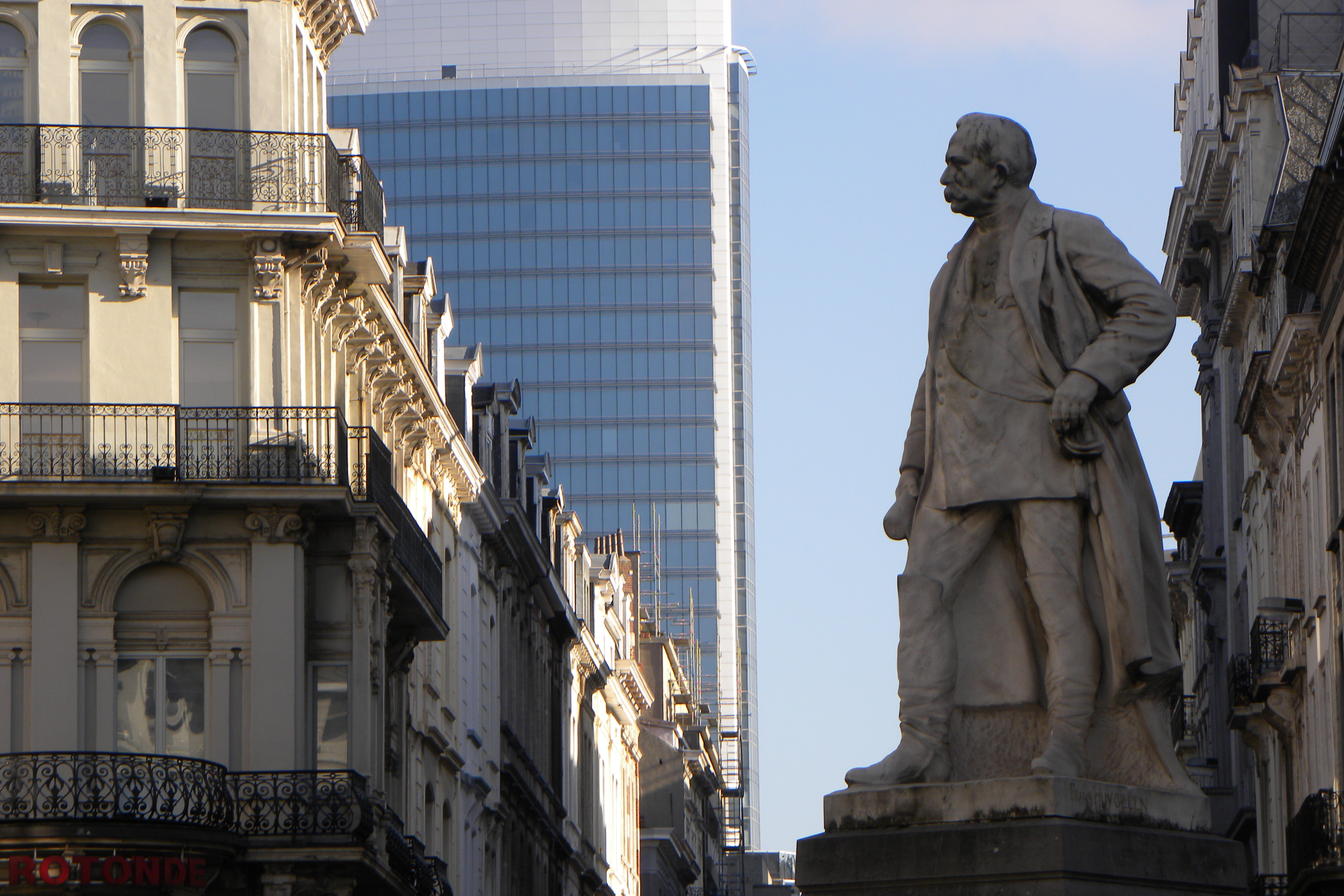
Henri Alexis Brialmont (1928)
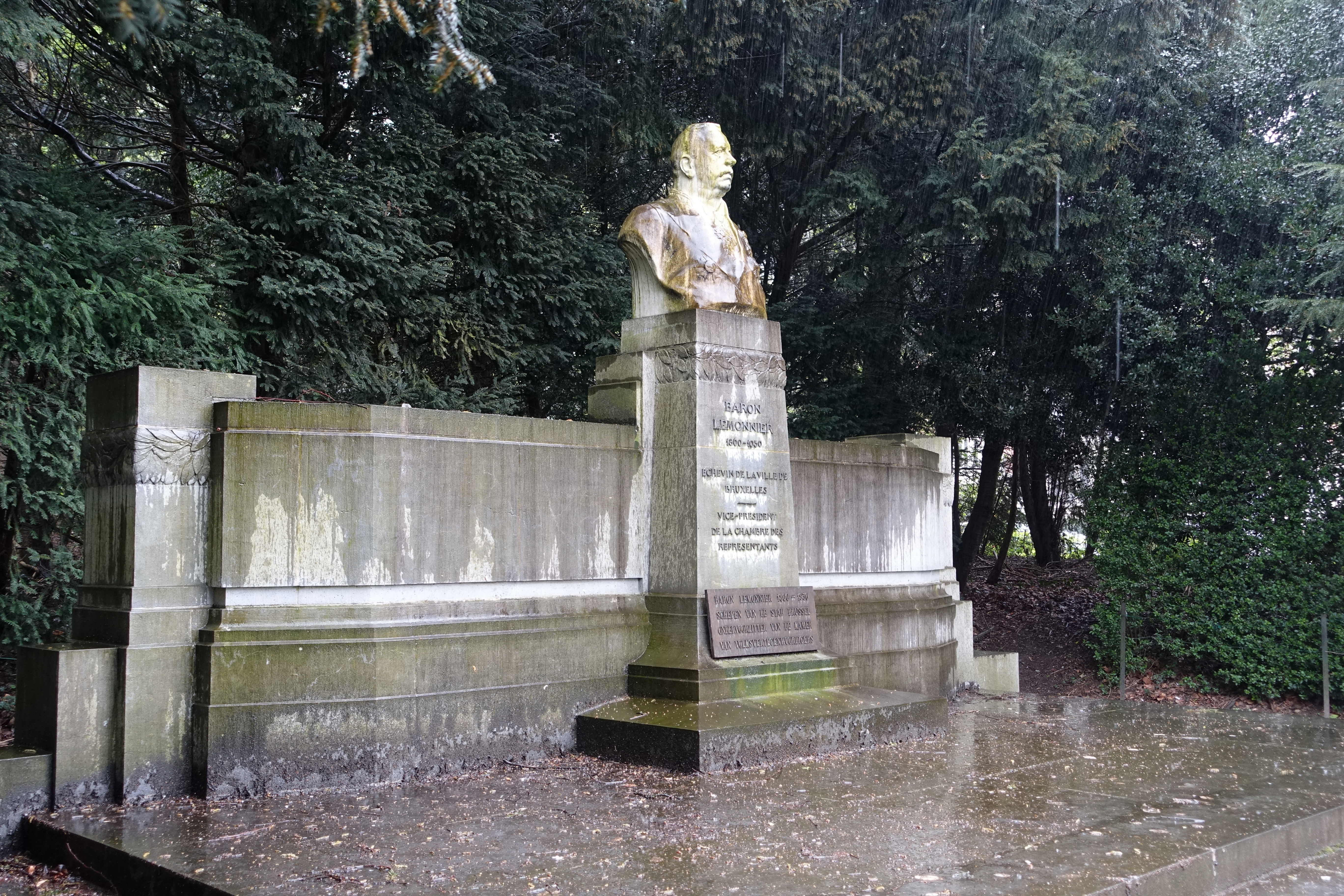
Monument voor baron Lemonnier (1932)